# Liste der Einträge im National Register of Historic Places im Grady County (Oklahoma)
Diese Liste der Einträge im National Register of Historic Places im Grady County (Oklahoma) enthält alle im Grady County, Oklahoma in das National Register of Historic Places eingetragenen Gebäude, Bauwerke, Objekte, Stätten oder historischen Distrikte.
Diese Liste entspricht dem Bearbeitungsstand des National Park Service/National Register of Historic Places vom 11. Oktober 2024.

## Legende
| NRHP | Historic Place             |
| HD   | National Historic District |

## Aktuelle Einträge
| [ 2 ] | Name                                         | Bild                                  | Eintragsdatum                 | Lage | Ort           | Beschreibung |
| ----- | -------------------------------------------- | ------------------------------------- | ----------------------------- | --- | ------------- | ------------ |
| 1     | Chickasha Downtown Historic District         | weitere Bilder                        | 10. März 2005 ID-Nr. 05000132 | zwischen der 1st St., 3rd St., Kansas Ave., 7th St. und der Gasse nördlich der Chickasa Avenue 35° 3′ 4″ N, 97° 56′ 14″ W | Chickasha     |              |
| 2     | Grady County Courthouse                      | Grady County Courthouse               | 10. März 2005 ID-Nr. 05000131 | 326 W. Choctaw Avenue 35° 3′ 9″ N, 97° 56′ 7″ W                                                                           | Chickasha     |              |
| 3     | Griffin House                                | Griffin House                         | 9. Juni 2014 ID-Nr. 14000297  | 1402 W. Kansas Avenue 35° 3′ 0,7″ N, 97° 57′ 2,7″ W                                                                       | Chickasha     |              |
| 4     | Jewett Site                                  |                                       | 14. Feb. 1979 ID-Nr. 79001995 | Adresse nicht veröffentlicht                                                                                              | Bradley       |              |
| 5     | Knippelmeir Farmstead                        | Knippelmeir Farmstead                 | 8. Sep. 2011 ID-Nr. 11000638  | 672 Oklahoma State Highway 152 35° 20′ 7″ N, 97° 59′ 41″ W                                                                | Minco, Vorort |              |
| 6     | Minco Armory                                 | Minco Armory                          | 20. Mai 1994 ID-Nr. 94000484  | 407 W. Pontotoc Street 35° 18′ 56″ N, 97° 56′ 46″ W                                                                       | Minco         |              |
| 7     | New Hope Baptist Church                      | New Hope Baptist Church               | 5. Juni 2003 ID-Nr. 03000515  | 1202 S. Shepherd Street 35° 2′ 20″ N, 97° 55′ 51″ W                                                                       | Chickasha     |              |
| 8     | Oklahoma College for Women Historic District | weitere Bilder                        | 9. Sep. 2001 ID-Nr. 01000950  | zwischen der Grand Ave., 19th St., Alabama Ave. und der Gasse westlich der 15th Street 35° 1′ 51″ N, 97° 57′ 17″ W        | Chickasha     |              |
| 9     | Pocasset Gymnasium                           | Pocasset Gymnasium                    | 13. Dez. 1996 ID-Nr. 96001489 | südlich der Straßenkreuzung der Dutton Road und dem U.S. Highway 81 35° 11′ 31″ N, 97° 57′ 17″ W                          | Pocasset      |              |
| 10    | Rock Island Depot                            | Rock Island Depot                     | 29. März 1985 ID-Nr. 85000699 | Chickasha Avenue 35° 3′ 7″ N, 97° 55′ 55″ W                                                                               | Chickasha     |              |
| 11    | Silver City Cemetery                         | Silver City Cemetery                  | 4. Dez. 2008 ID-Nr. 08001149  | südlicher Teilbereich der Sektion 22, T10N, R6W I.M. 35° 19′ 42″ N, 97° 44′ 54″ W                                         | Tuttle        |              |
| 12    | US Post Office and Federal Courthouse        | US Post Office and Federal Courthouse | 29. Dez. 1994 ID-Nr. 94001509 | südwestlich der Straßenecke der 4th und Choctaw Street 35° 3′ 7″ N, 97° 56′ 12″ W                                         | Chickasha     |              |
| 13    | Verden Separate School                       | Verden Separate School                | 16. Dez. 2005 ID-Nr. 05001416 | 315 E. Ada Sipuel Avenue 35° 2′ 39″ N, 97° 55′ 43″ W                                                                      | Chickasha     |              |